# Смит, Бен (хоккеист, 1988)
Бенджамин Александр Смит (англ. Benjamin Alexander Smith; род. 11 июля 1988, Уинстон-Сейлем, Северная Каролина) — американский хоккеист. Обладатель Кубка Стэнли 2013 года.

## Игровая карьера
Рос в городе Эйвон в Коннектикуте. Смит окончил Вестминстерскую школу в 2006 году.
Смит был задрафтован «Чикаго Блэкхокс» под 169 номером  в 6 раунде на Драфте НХЛ 2008 года. До этого отыграл четыре сезона за Колледж Бостона.
29 октября 2010 года был вызван из клуба АХЛ «Рокфорд АйсХогс» в НХЛ на домашний матч против «Эдмонтон Ойлерз», где и произошёл его дебют в составе «Чикаго». Свою первую шайбу забросил 8 апреля 2011 года в ворота Джимми Ховарда, который защищает цвета клуба «Детройт Ред Уингз». 15 апреля 2011 года забросил 2 шайбы в своей второй кубковой игре против «Ванкувер Кэнакс», но тот матч «ястребы» в итоге проиграли 3:4.
24 апреля 2011 года Смит забросил победную шайбу в овертайме в ворота Роберто Люонго и перевёл серию в седьмой матч. Хотя «Чикаго» и удалось отыграться со счёта 0:3 в серии, в решающей игре сильнее был «Ванкувер».
17 июня 2013 года Смит принял участие в финальной игре с «Бостон Брюинз», в которой его команда уступила 0:2. Он выиграл Кубок Стэнли 24 июня 2013 года, когда хоккеисты «Чикаго» праздновали успех в шестой игре.
27 июня 2014 года продлил контракт с клубом на два года.
2 марта 2015 года был обменян в «Сан-Хосе Шаркс» на Эндрю Дежардена. Смит отличился в первом же матче за новую команду, забив гол и сделав передачу, чем помог одержать «сухую» победу над «Монреаль Канадиенс» со счётом 4-0.
27 февраля 2016 года был обменян в клуб «Торонто Мейпл Лифс», взамен «Сан-Хосе Шаркс» получила вратаря Джеймса Раймера и нападающего Джеймса Морина, а также условный выбор в 4-м раунде драфта 2018 (раунд сменится на 3-й, если «Сан-Хосе» выйдет в финал Кубка Стэнли).

## Статистика
| Легенда | Легенда                    | Легенда | Легенда                   | Легенда | Легенда    |
| ------- | -------------------------- | ------- | ------------------------- | ------- | ---------- |
| И       | Количество проведённых игр | Штр     | Штрафное время            | +/−     | Плюс-минус |
| Г       | Голы                       | П       | Голевые передачи          | О       | Очки       |
| -       | Статистика неизвестна      | —       | Статистика не учитывалась |         |            |

## Награды и достижения
- NCAA - символическая сборная 2008
- NCAA - символическая сборная 2010
- NHL - Кубок Стэнли 2013